# Flying Teapot
Flying Teapot je studiové album skupiny Gong, vydané v květnu 1973 u vydavatelství Virgin Records. Nahráno bylo v lednu 1973 ve studiu The Manor a jeho producentem byl Giorgio Gomelsky. Jde o první část trilogie Radio Gnome; následovala ještě alba Angel's Egg (1973) a You (1974).

## Seznam skladeb
| Pořadí | Název                                      | Autor                           | Délka |
| ------ | ------------------------------------------ | ------------------------------- | ----- |
| 1.     | Radio Gnome Invisible                      | Daevid Allen                    | 5:32  |
| 2.     | Flying Teapot                              | Allen, Francis Moze             | 11:53 |
| 3.     | The Pot Head Pixies                        | Allen                           | 3:00  |
| 4.     | The Octave Doctors and the Crystal Machine | Tim Blake                       | 1:51  |
| 5.     | Zero the Hero and the Witch's Spell        | Allen, Blake, Christian Tritsch | 9:36  |
| 6.     | Witch's Song“ / „I Am Your Pussy           | Gilli Smyth, Allen              | 5:08  |

## Obsazení
- Daevid Allen – zpěv, kytara
- Gilli Smyth – zpěv
- Tim Blake – klávesy, zpěv
- Didier Malherbe – saxofon, flétna
- Steve Hillage – kytara
- Christian Tritsch – kytara
- Francis Moze – klávesy, baskytara
- Laurie Allan – bicí
- Rachid Houari – perkuse